# Internationales Leuchtturm- und Feuerschiff-Wochenende
Das Internationale Leuchtturm- und Feuerschiff-Wochenende (englisch International Lighthouse and Lightship Weekend, kurz ILLW) ist eine jährlich am dritten Wochenende im August stattfindende Aktivität von Funkamateuren.
Die Veranstaltung geht zurück auf das Northern Lighthouses Award Weekend, das seit 1993 alle zwei Jahre in Schottland stattfand. 1998 wurde dann von John Forsyth und Mike Dalrymple von der Ayr Amateur Radio Group (AARG) in Schottland das International Lighthouse and Lightship Weekend ins Leben gerufen. An der Veranstaltung nehmen mittlerweile Funkamateure in 95 Ländern teil. Dabei richten diese auf oder bei einem Leuchtturm für die Dauer des Wochenendes eine Amateurfunkstation ein und nehmen Kontakt zu anderen Funkamateuren auf. Die Besucher der Standorte werden über die Leuchttürme und die Amateurfunkaktivität informiert.
Gegenwärtig steht die Organisation unter der Leitung des australischen Funkamateurs Kevin Mulcahy, der auch die dafür eingerichtete Website betreut. Zahlreiche bedeutende Funkervereinigungen wie die Radio Society of Great Britain (RSGB), die American Radio Relay League (ARRL) und das Wireless Institute of Australia (WIA) unterstützen den Anlass, der dazu dienen soll, das öffentliche Interesse für die Erhaltung der Leuchttürme und Feuerschiffe als bedeutende Zeugen der Schifffahrtsgeschichte zu stärken.